# Soccer Kid
Soccer Kid è un videogioco pubblicato nel 1993-1994 per Commodore Amiga, 3DO Interactive Multiplayer e Super Nintendo. La versione per Super Nintendo pubblicata negli Stati Uniti fu ribattezzata The Adventures of Kid Kleets. In seguito il videogioco è stato ripubblicato per Game Boy Advance nel 2002 e per PlayStation nel 2003.
Nonostante il titolo suggerisca che si tratti di un videogioco di calcio, si tratta in realtà di un platform game, in cui l'obiettivo è di guidare un piccolo giocatore di calcio attraverso vari livelli, utilizzando il suo pallone come principale oggetto per difendersi o per adempiere ad alcuni scopi. Il giocatore comanda il protagonista e può farlo correre, calciare, spingere, colpire di testa e fare altre azioni per avanzare nei livelli o eliminare i nemici.

## Versione Amiga CD32/3DO
La versione Amiga CD32/3DO del gioco comincia con Soccer Kid in attesa della Coppa del Mondo, ma il pirata alieno Scab sta analizzando tutti i trofei da aggiungere alla sua collezione e comincia a risucchiare con il raggio della sua navicella spaziale la Coppa del Mondo. Spara il trofeo nello spazio e questo collide con un satellite, infrangendo la coppa del mondo in cinque parti e spetta a Soccer Kid ritrovarli per salvare il campionato mondiale. Cinque i posti in cui la i frammenti della coppa sono finiti: Inghilterra, Italia, Russia, Giappone, USA.

## Caratteristiche
Premendo un pulsante differente nello schermo di selezione, si può cambiare il colore della casacca indossata da Soccer Kid, per rendere il personaggio più vicino alla squadra reale che il giocatore tifa.
La conversione per 3DO presenta un filmato introduttivo con cui viene mostrato passo passo lo sviluppo di alcuni titoli mai pubblicati, eccetto SkyViper, rinominato BladeForce.